# Newport News
Newport News ist eine kreisfreie Stadt im US-Bundesstaat Virginia und erstreckt sich entlang des Flusses James River, zwischen Williamsburg und Norfolk. Sie liegt im Norden der Region Hampton Roads und ist mit etwa 175 km² die flächenmäßig viertgrößte und mit 186.247 Einwohnern im Jahr 2020 die an Einwohnern gemessen fünftgrößte Stadt in Virginia.

## Geschichte
Die Stadt wurde 1621 gegründet. Der Ursprung des Namens ist bis heute nicht eindeutig geklärt. Eine interessante Erklärung ist folgende: Als die ersten englischen Siedler von Jamestown nach einer Hungerperiode 1610 zurück nach England segeln wollten, trafen sie beim heutigen Newport News auf das Schiff von Kapitän Christopher Newport, das mit Nachschub und Verstärkung ankam. Sie mussten somit aufgrund Newports positiver Nachrichten (Newport's good news) Jamestown nicht aufgeben. Eine banalere Erklärung liegt im altenglischen Wort news begründet, das neue Ortschaft bedeutet. Der Ort wurde ursprünglich Newport's News genannt. Seit 1866 wird der Name von der amerikanischen Post als Newport News geführt.
Am 1. Juli 1958 wurde die Stadt Warwick mit Newport News zusammengeschlossen.
Die Schiffswerft Newport News Shipbuilding hat hier ihren Sitz. Die Universität der Stadt wurde nach Christopher Newport benannt (Christopher Newport University).
Nach der Stadt wurden drei Schiffe der US Navy benannt: der Frachter Newport News (AK-3), der Schwere Kreuzer Newport News (CA-148) sowie das gegenwärtig in Dienst befindliche Atom-U-Boot Newport News (SSN-750).
In Newport News befindet sich mit dem Mariners’ Museum das größte Schifffahrtsmuseum Nordamerikas und eines der größten weltweit.

## Einwohnerentwicklung
| Jahr | Einwohner¹ |
| ---- | ---------- |
| 1980 | 144.903    |
| 1990 | 171.439    |
| 2000 | 180.150    |
| 2010 | 180.719    |
| 2020 | 186.247    |

¹ 1980–2020: Volkszählungsergebnisse

## Städtepartnerschaften
- Neyagawa, Japan
- Taizhou, Volksrepublik China
- Greifswald, Deutschland seit 2007

## Söhne und Töchter der Stadt
- Lester B. Granger (1896–1976), Bürgerrechtler
- Harvey Boone (≈1898–1939), Jazzmusiker
- John Van Ryn (1905–1999), Tennisspieler
- Ward Pinkett (1906–1937), Jazztrompeter
- Pearl Bailey (1918–1990), Schauspielerin und Sängerin
- Tiny Grimes (1916–1989), Gitarrist und Sänger
- Ella Fitzgerald (1917–1996), Jazz-Sängerin
- Howard Boatwright (1918–1999), Komponist, Violinist, Musikwissenschaftler und Autor
- William Styron (1925–2006), Romanautor
- Hazel R. O’Leary (* 1937), Politikerin (Demokraten)
- Salena Jones (* 1938), Jazz- und Popsängerin
- Queen Esther Marrow (* 1941), Sängerin
- Edmund M. Clarke (1945–2020), Informatiker und Turingpreisträger
- Howard Siler (1945–2014), Bobsportler
- Frankie Faison (* 1949), Schauspieler
- Steve Riddick (* 1951), Sprinter und Olympiasieger
- Jill Tietjen (* 1954), Elektroingenieurin
- Mark Gordon (* 1956), Filmproduzent
- Billy Drummond (* 1959), Jazz-Schlagzeuger
- Sonja Sohn (* 1964), Schauspielerin
- Orlando Serrell (* 1969), Inselbegabter
- Mike Tomlin (* 1972), Footballtrainer
- David Hornsby (* 1975), Schauspieler
- Richard Kelly (* 1975), Regisseur und Drehbuchautor
- Martha Madison (* 1977), Schauspielerin
- Tripp Phillips (* 1977), Tennisspieler
- Michael Vick (* 1980), Footballspieler
- Nick Thompson (* 1981), Kampfsportler
- Elton Brown (* 1983), Basketballspieler
- Yvette Lewis (* 1985), Dreispringerin und Hürdenläuferin
- Christine Marshall (* 1986), Schwimmerin
- David Walters (* 1987), Schwimmer
- Brandon Coleman (* 2000), American-Football-Spieler